# 처녀자리 W형 변광성

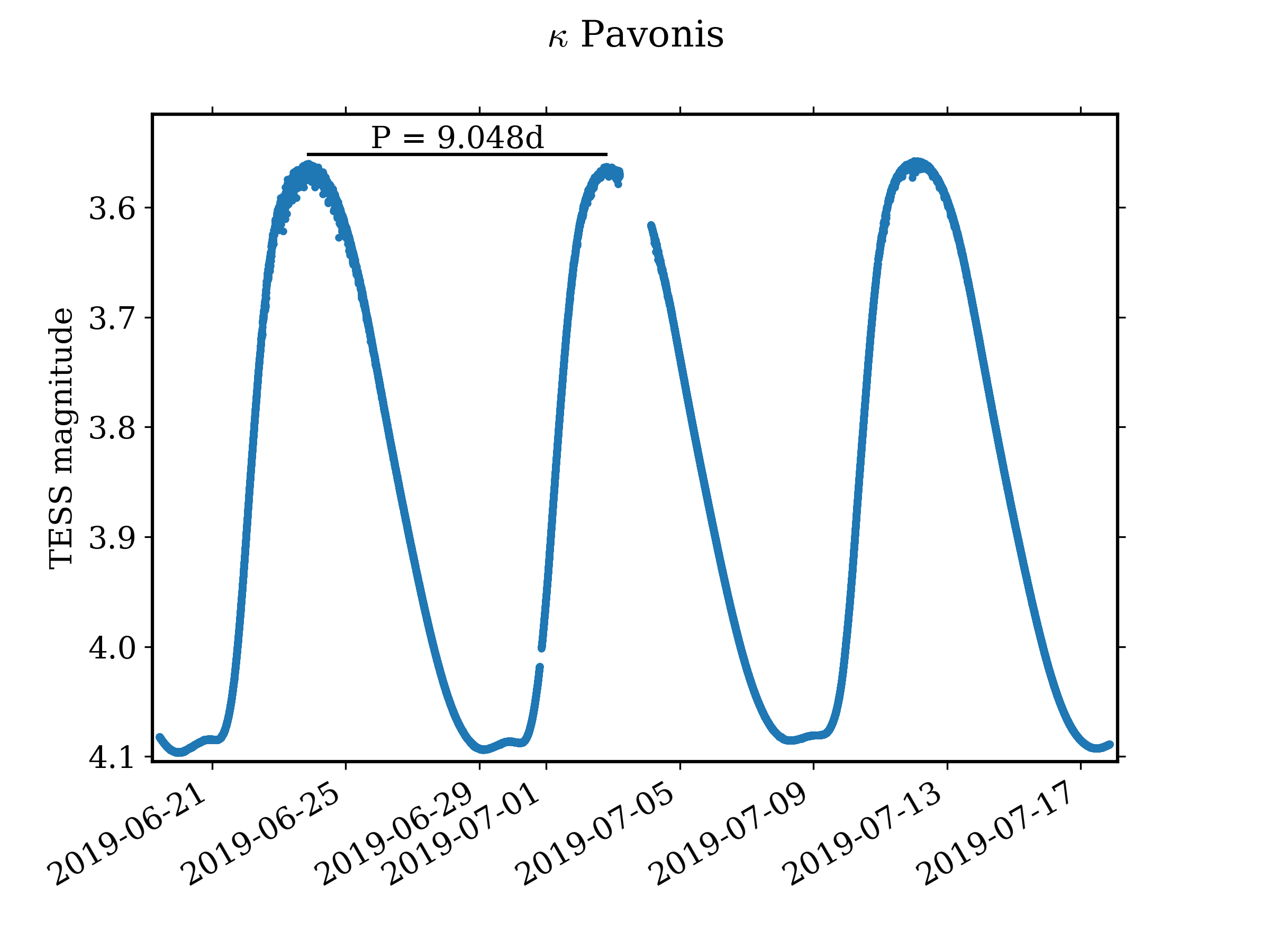

처녀자리 W형 변광성(다른 말로 II형 세페이드 변광성이라고 부르기도 한다)은 세페이드 변광성과 비슷한 변광성의 일종이다.

## 중원소 함량
이들은 항성종족 II에 속하는 별들로 우리 태양보다 중원소 함량이 적다. 밝기는 평균적으로 전형적인 세페이드 변광성보다 약 +1.5등급 정도 어둡다.

## 변광 주기
밝기 변화 주기는 1일에서 60일 사이이다.

## 거리
처녀자리 W형 변광성까지의 거리를 구하는 데 쓰는 공식을 세페이드 변광성에 적용하면 거리값이 지나치게 작게 나온다. 에드윈 허블이 안드로메다 은하를 관측하면서 이와 같은 실수를 저질렀다.

## 참고 문헌
- SEDS: 변광성